# Округ Адер (Ајова)
Адер (енгл. Adair County) је округ у америчкој савезној држави Ајова.

## Демографија
По попису из 2010. године број становника је 7.682, што је 561 (-6,8%) становника мање 2000. године.
| Група             | 2000.         | 2010.         |
| Белци             | 8.115 (98,4%) | 7.507 (97,7%) |
| Афроамериканци    | 6 (0,1%)      | 11 (0,1%)     |
| Азијати           | 19 (0,2%)     | 22 (0,3%)     |
| Хиспаноамериканци | 58 (0,7%)     | 101 (1,3%)    |
| Укупно            | 8.243         | 7.682         |